# Kryterium Abela
Kryterium Abela – warunek wystarczający zbieżności jednostajnej szeregu funkcyjnego postaci
{\displaystyle \sum _{n=1}^{\infty }f_{n}(x)g_{n}(x).}
Nazwa twierdzenia pochodzi od nazwiska Nielsa Abela.

## Kryterium
Niech {\displaystyle (f_{n})_{n=1}^{\infty }} i {\displaystyle (g_{n})_{n=1}^{\infty }} będą ciągami funkcji skalarnych określonych na wspólnej dziedzinie {\displaystyle A.}
Jeśli
- szereg

{\displaystyle \sum _{n=1}^{\infty }g_{n}(x)}
jest zbieżny jednostajnie w zbiorze {\displaystyle A;}
- dla każdego {\displaystyle x} ze zbioru {\displaystyle A} ciąg {\displaystyle (f_{n}(x))_{n=1}^{\infty }} jest monotoniczny;
- istnieje taka liczba {\displaystyle M,} że dla prawie każdej liczby naturalnej {\displaystyle n} oraz wszystkich elementów {\displaystyle x} zbioru {\displaystyle A} spełniony jest warunek

{\displaystyle |f_{n}(x)|\leqslant M,}
to szereg funkcyjny
{\displaystyle \sum _{n=1}^{\infty }f_{n}(x)g_{n}(x)}
jest zbieżny jednostajnie w zbiorze {\displaystyle A.}
Szczególnym przypadkiem powyższego kryterium jest kryterium Abela dla szeregów liczbowym (tj. przypadek, gdy {\displaystyle A} jest zbiorem jednoelementowym).

### Kryterium Abela dla szeregów liczbowych
Niech {\displaystyle (a_{n})_{n=1}^{\infty },(b_{n})_{n=1}^{\infty }} będą ciągami liczb rzeczywistych. Jeżeli szereg liczbowy
{\displaystyle \sum _{n=1}^{\infty }a_{n}}
jest zbieżny, a ciąg {\displaystyle (b_{n})_{n=1}^{\infty }} jest monotoniczny i ograniczony, to szereg
{\displaystyle \sum _{n=1}^{\infty }a_{n}b_{n}}
jest zbieżny.